# Córdoba megye
Córdoba Kolumbia egyik megyéje. Az ország északnyugati részén terül el, az Atlanti-óceán partján. Székhelye Montería.

## Földrajz
Az ország északnyugati részén elterülő megye északon és északnyugaton az Atlanti-óceánnal, északkeleten Sucre, keleten egy rövid szakaszon Bolívar, délen és nyugaton pedig Antioquia megyével határos. Legnagyobb része síkság vagy más alacsony fekvésű vidék, délen azonban már hegyek emelkednek.

## Gazdaság
Legfontosabb termesztett növényei a manióka, a banán, a jamsz, a kukorica, a rizs, a gyapot (ebből az országos termelés körülbelül felét adja) és a görögdinnye.

## Népesség
Ahogy egész Kolumbiában, a népesség növekedése Córdoba megyében is gyors, ezt szemlélteti az alábbi táblázat:
| Év             | Lakosság  |
| -------------- | --------- |
| 1985           | 1 013 247 |
| 1993           | 1 088 087 |
| 2005           | 1 467 929 |
| 2012 (becsült) | 1 658 067 |